# Piero Vida
Piero Vida (Venezia, 5 agosto 1938 – Roma, 25 gennaio 1987) è stato un attore italiano.

## Biografia
È deceduto dopo una breve malattia, nel gennaio del 1987.

## Filmografia

### Attore

#### Cinema
- Sarto per signora (Le couturier de ces dames), regia di Jean Boyer (1956)
- Il raccomandato di ferro, regia di Marcello Baldi (1959)
- Cronache del '22, regia di Giuseppe Orlandini, Guidarino Guidi, Moraldo Rossi, Francesco Cinieri e Stefano Ubezio (1962)
- Sfida al diavolo, regia di Nello Vegezzi (1963)
- Chi lavora è perduto (In capo al mondo), regia di Tinto Brass (1963)
- Slalom, regia di Luciano Salce (1965)
- La donnaccia, regia di Silvio Siano (1965)
- Sfida al diavolo, regia di Nello Vegezzi (1965)
- Una questione privata, regia di Giorgio Trentin (1966)
- 7 winchester per un massacro, regia di Enzo G. Castellari (1967)
- Odio per odio, regia di Domenico Paolella (1967)
- John il bastardo, regia di Armando Crispino (1967)
- Lo scatenato, regia di Franco Indovina (1968)
- Il sole è di tutti, regia di Domenico Paolella (1968)
- Pecos è qui: prega e muori!, regia di Maurizio Lucidi (1968)
- Execution, regia di Domenico Paolella (1968)
- T'ammazzo!... Raccomandati a Dio, regia di Osvaldo Civirani (1968)
- Galileo, regia di Liliana Cavani (1968)
- Sai cosa faceva Stalin alle donne?, regia di Maurizio Liverani (1969)
- Capricci, regia di Carmelo Bene (1969)
- Sierra Maestra, regia di Ansano Giannarelli (1969)
- La corta notte delle bambole di vetro, regia di Aldo Lado (1971)
- Chi l'ha vista morire?, regia di Aldo Lado (1972)
- Nel nome del padre, regia di Marco Bellocchio (1972)
- Fiorina la vacca, regia di Vittorio De Sisti (1972)
- Il sindacalista, regia di Luciano Salce (1972)
- Testa in giù, gambe in aria, regia di Ugo Novello (1972)
- Le notti peccaminose di Pietro l'Aretino, regia di Manlio Scarpelli (1972)
- Una cavalla tutta nuda, regia di Franco Rossetti (1972)
- Beati i ricchi, regia di Salvatore Samperi (1972)
- Salomè, regia di Carmelo Bene (1972)
- Buona parte di Paolina, regia di Nello Rossati (1973)
- Furto di sera bel colpo si spera, regia di Mariano Laurenti (1973)
- Non ho tempo, regia di Ansano Giannarelli (1973)
- Sentivano... uno strano, eccitante, pericoloso puzzo di dollari, regia di Italo Alfaro (1973)
- Giordano Bruno, regia di Giuliano Montaldo (1973)
- Patroclooo!... e il soldato Camillone, grande grosso e frescone, regia di Mariano Laurenti (1973)
- E cominciò il viaggio nella vertigine, regia di Toni De Gregorio (1974)
- Il portiere di notte, regia di Liliana Cavani (1974)
- Anno uno, regia di Roberto Rossellini (1974)
- Profondo rosso, regia di Dario Argento (1975)
- Léonor, regia di Juan Luis Buñuel (1975)
- Un genio, due compari, un pollo, regia di Damiano Damiani (1975)
- Novecento, regia di Bernardo Bertolucci (1976)
- Marcia trionfale, regia di Marco Bellocchio (1976)
- Giovannino, regia di Paolo Nuzzi (1976)
- Duri a morire, regia di Joe D'Amato (1979)
- Nella città perduta di Sarzana, regia di Luigi Faccini (1980)
- La storia vera della signora dalle camelie, regia di Mauro Bolognini (1981)
- Grog, regia di Francesco Laudadio (1982)
- Cicciabomba, regia di Umberto Lenzi (1982)
- Nostalghia (Nostalghia), regia di Andrej Tarkovskij (1983)
- Les amants terribles, regia di Danièle Dubroux e Stavros Kaplanidis (1984)
- Piacevole confronto, regia di Piero Vida (1984)
- Massimamente folle, regia di Marcello Troiani (1985)
- Il cavaliere, la morte e il diavolo, regia di Beppe Cino (1985)
- La vita di scorta, regia di Piero Vida (1986)
- Il camorrista, regia di Giuseppe Tornatore (1986)
- Il caso Moro, regia di Giuseppe Ferrara (1987)
- Deliria, regia di Michele Soavi (1987)
- Kidnapping - Pericolo in agguato (Man on Fire), regia di Elie Chouraqui (1987)

#### Televisione
- Le avventure di Calandrino e Buffalmacco – serie TV (1974)
- Disubbidire è peccato, regia di Antonio Nieddu – film TV (1976)
- Elogio di Gaspard Monge fatto da lui stesso, regia di Ansano Giannarelli – film TV (1977)
- Banche e banchieri, regia di Massimo Andrioli e Marco Guarnaschelli – miniserie TV (1979)
- Il ritorno di Casanova, regia di Pasquale Festa Campanile – miniserie TV (1980)
- Il fascino dell'insolito – serie TV, episodio Veglia al morto (1980)
- La certosa di Parma, regia di Mauro Bolognini – miniserie TV (1982)
- I racconti del maresciallo, regia di Giovanni Soldati – miniserie TV (1984)
- Attentato al Papa, regia di Giuseppe Fina – miniserie TV (1986)
- Il cugino americano, regia di Giacomo Battiato – miniserie TV (1986)

### Regista e sceneggiatore
- Piacevole confronto (1984)
- La vita di scorta (1986)